# Coppa Spengler 1923
La 1ª edizione della Coppa Spengler si è svolta alla fine di dicembre del 1923 a Davos, in Svizzera.
La prima partita ha visto contrapporsi gli austriaci del Wiener EV contro i tedeschi del Berliner SC.
Il torneo si protrae, a causa di forti nevicate e valanghe, fino al giorno di Capodanno.

## Classifica finale
1. Oxford University
2. Berliner SC

- Cambridge University
- Davos
- Wiener EV